# Inimă de mamă (film din 1959)
Inimă de mamă (titlul original: în rusă Аннушка, transliterat: Annușka) este un film dramatic sovietic, realizat în 1959 de regizorul Boris Barnet, protagoniști fiind actorii Irina Skobțeva, Anastasia Gheorghievskaia, Boris Babocikin și Lev Barașkov.

## Rezumat
Filmul istorisește despre viața rusoaicei Anna Denisova, care a îndurat toate greutățile Marelui Război de apărare al Patriei, și-a pierdut soțul Peter, și-a crescut cei trei copii în anii grei de după război: Sașa, Nina și Grenada.

## Distribuție
- Irina Skobțeva – Annușka
- Anastasia Gheorghievskaia – Polina Sergheevna
- Boris Babocikin – Ivan Ivanovici
- Lev Barașkov – Sașa
- Eduard Marțevici – Vovka
- Olga Aroseva – mama lui Vovka
- Elena Koroliova – Granata
- Evgheni Morgunov – un speculant
- Stanislav Cekan – soldatul

## Lansare
A fost lansat în anul 1959 și a avut parte de mare succes comercial, fiind vizionat de 28,9 milioane de spectatori în cinematografele din Uniunea Sovietică.